# Acacia villosa
Acacia villosa é uma espécie de leguminosa do gênero Acacia, pertencente à família Fabaceae.